# Centella capensis
Centella capensis är en flockblommig växtart som beskrevs av Karel Domin. Centella capensis ingår i släktet centellor, och familjen flockblommiga växter. Inga underarter finns listade i Catalogue of Life.